# Správní obvod obce s rozšířenou působností Týn nad Vltavou
Správní obvod obce s rozšířenou působností Týn nad Vltavou je od 1. ledna 2003 jedním ze tří správních obvodů rozšířené působnosti obcí v okrese České Budějovice v Jihočeském kraji. Čítá 14 obcí.
Město Týn nad Vltavou je zároveň obcí s pověřeným obecním úřadem, přičemž oba správní obvody jsou územně totožné.

## Seznam obcí
Poznámka: Města jsou vyznačena tučně, městyse kurzívou.
- Bečice
- Čenkov u Bechyně
- Dobšice
- Dolní Bukovsko
- Dražíč
- Hartmanice
- Horní Kněžeklady
- Hosty
- Chrášťany
- Modrá Hůrka
- Temelín
- Týn nad Vltavou
- Všemyslice
- Žimutice

## Obyvatelstvo
| Rok  | Obyv.  | ± %    |
| ---- | ------ | ------ |
| 1869 | 20 062 | —      |
| 1880 | 20 043 | −0,1 % |
| 1890 | 18 710 | −6,7 % |
| 1900 | 18 357 | −1,9 % |
| 1910 | 18 097 | −1,4 % |

| Rok  | Obyv.  | ± %     |
| ---- | ------ | ------- |
| 1921 | 17 799 | −1,6 %  |
| 1930 | 17 199 | −3,4 %  |
| 1950 | 13 992 | −18,6 % |
| 1961 | 14 232 | +1,7 %  |
| 1970 | 12 955 | −9 %    |

| Rok  | Obyv.  | ± %    |
| ---- | ------ | ------ |
| 1980 | 12 585 | −2,9 % |
| 1991 | 12 614 | +0,2 % |
| 2001 | 13 592 | +7,8 % |
| 2011 | 13 624 | +0,2 % |
| 2021 | 13 522 | −0,7 % |